# 1204

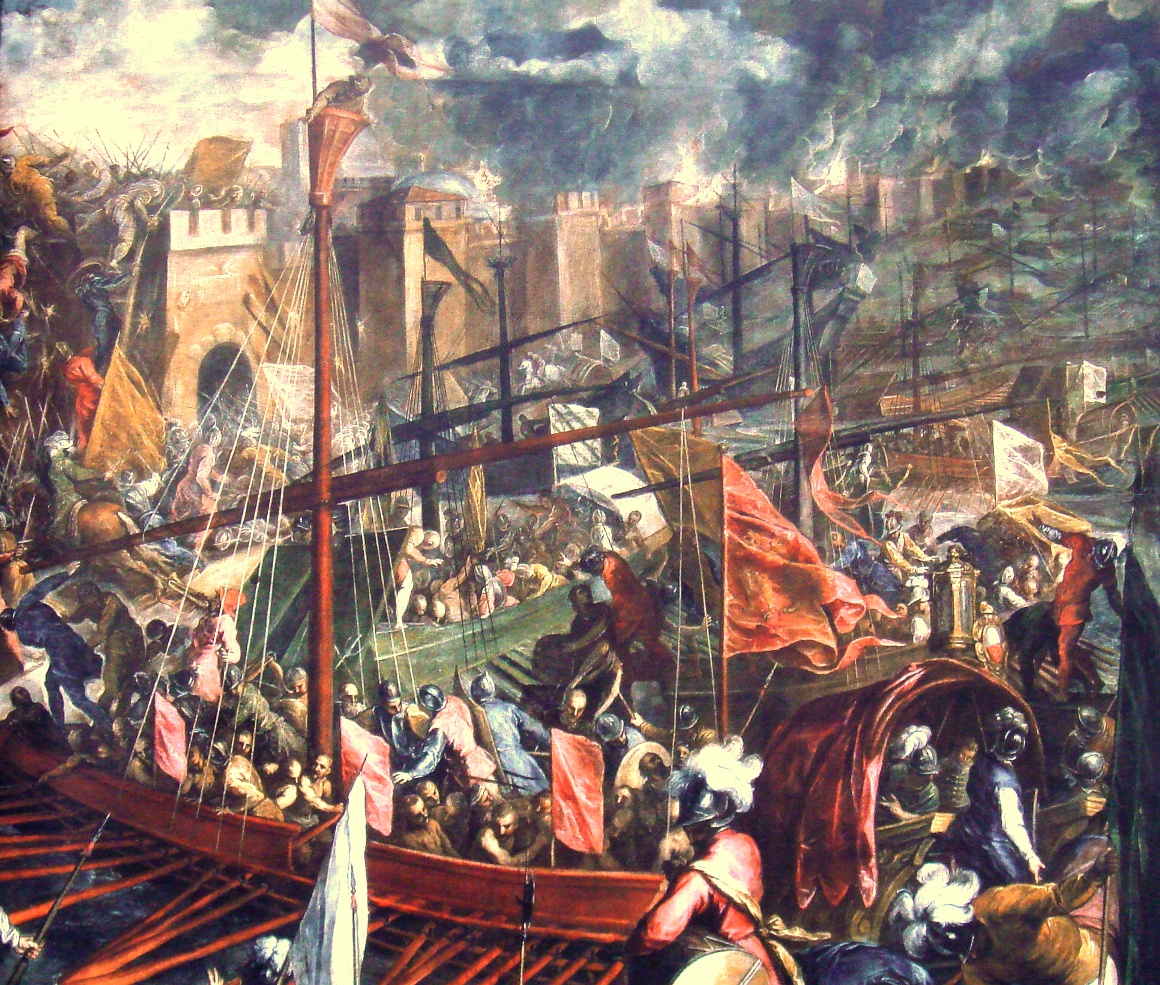
Inname van Constantinopel
Palma LeJeune

Het jaar 1204 is het 4e jaar in de 13e eeuw volgens de christelijke jaartelling.

## Gebeurtenissen

### Vierde Kruistocht-Beleg en val van Constantinopel
- januari - De Byzantijnse keizers Isaäk II Angelos en Alexios IV Angelos worden door een woedende volksmassa afgezet.
- 8 februari - De hoveling Alexios Doukas Mourtzouphlos vermoordt Alexios IV en bestijgt als Alexios V de troon.
- De kruisvaarders en Venetianen belegeren ondertussen Constantinopel. Veel schatten van Constantinopel komen in westerse, in het bijzonder Venetiaanse handen.
- 12 april - Alexios V vlucht voor de belegeraars. Constantijn XI Laskaris wordt tot keizer uitgeroepen.
- 12 april - De kruisvaarders nemen Constantinopel in. De stad wordt de volgende drie dagen uitgebreid geplunderd.
- De kruisvaarders stichten het Latijns Keizerrijk.
- 9 mei - Onder druk van de Venetianen wordt niet Bonifatius I van Monferrato, de formele leider van de kruisvaarders, maar Boudewijn IX van Vlaanderen tot keizer van het Latijnse keizerrijk gekozen.
- 16 mei - Boudewijn wordt tot keizer gekroond.
- Theodoros Laskaris, de broer van Constantijn XI, leidt het Byzantijns verzet tegen het Latijns keizerrijk vanuit Nicaea. Begin van het keizerrijk Nicaea.
- Alexios en David Megas Komnenos stichten het keizerrijk Trebizonde, met Alexios als eerste keizer.
- Nadat hij Kreta aan de Venetianen heeft geschonken, verovert Bonifatius van Monferrato Thessaloniki en sticht het Koninkrijk Thessaloniki.
- Alexios V trouwt met Eudokia.

### Andere gebeurtenissen
- De oorlog tussen Jan zonder Land van Engeland en Filips II van Frankrijk, begonnen omdat Jan weigerde leenhulde te brengen aan Filips, en Filips hem daarop zijn leengebieden ontnam, eindigt met een nederlaag voor de Engelsen. Engeland verliest Normandië, Anjou, Maine en een deel van Poitou. Slechts Gascogne en de rest van Poitou blijven aan Jan als bezittingen in Frankrijk. De Kanaaleilanden blijven trouw aan Jan zonder Land, en worden derhalve afgescheiden van Normandië.
- mei - Temujin trekt op langs de Kherlen tegen de Naimanen onder Tayang, die de verrader Jamukha gastvrijheid geboden hebben. De Naimanen worden verslagen en Jamukha vlucht naar de Merkieten, ook zij worden verslagen en Jamukha gewurgd.[1]
- In Noorwegen laait de strijd tussen de Birkebeiner en de Bagli weer op, nadat respectievelijk Inge Bårdsson en Erling Steinvegg tot koning zijn gekozen.
- De stad Maastricht wordt in leen gegeven aan Hendrik I van Brabant. Omdat ook de bisschop van Luik rechten in de stad bezit, ontstaat hiermee de situatie van de Tweeherigheid van Maastricht. Deze datum wordt ook beschouwd als de datum dat Maastricht stadsrechten krijgt.
  - Beleg van Maastricht door Luik en Loon in reactie op de groeiende macht van Brabant in de stad. Begin van de Luiks-Brabantse oorlogen.
- Stichting van de stad Landshut
- kloosterstichtingen: Jukwerd, Kuzemer, Nijenklooster, Oosterlee, Palmaer, Port-Royal des Champs
- Maribor en Sheffield krijgen marktrechten.
- De Universiteit van Vicenza wordt gesticht.
- 15 juni - Peter II van Aragon trouwt met Maria van Montpellier
- Het Kasteel van Montségur wordt herbouwd als steunpunt van de Katharen. (jaartal bij benadering)
- oudst bekende vermelding: Amstelveen, Oldeholtpade, Schildwolde

## Opvolging
- Aumale - Reinoud van Dammartin in opvolging van Hawise
- Bosnië - Kulin opgevolgd door Stefanus
- Byzantium - Isaäk II Angelos en Alexios IV Angelos opgevolgd door Alexios V Doukas Mourtzouphlos, op zijn beurt opgevolgd door Constantijn XI Laskaris
- Galilea (titulair) - Hugo II van Sint-Omaars opgevolgd door zijn broer Rudolf
- Hongarije - Emmerik opgevolgd door zijn zoon Ladislaus III
- patriarch van Jeruzalem (Latijns) - Soffredo Errico Gaetani opgevolgd door Albert Avogadro
- Malta - Guiglielmo Grasso opgevolgd door zijn schoonzoon Enrico Pescatore
- Meranië en Andechs - Berthold IV opgevolgd door zijn zoon Otto I
- Elbeuf - Robert II van Meulan opgevolgd door Robert II van Harcourt
- Joinville - Godfried V opgevolgd door zijn zoon Simon
- Noorwegen - Haakon III opgevolgd door zijn neef Guttorm, op zijn beurt opgevolgd door Inge II
- Noorwegen (Bagli tegenkoning) - Erling Steinvegg in opvolging van Inge Magnusson

## Afbeeldingen

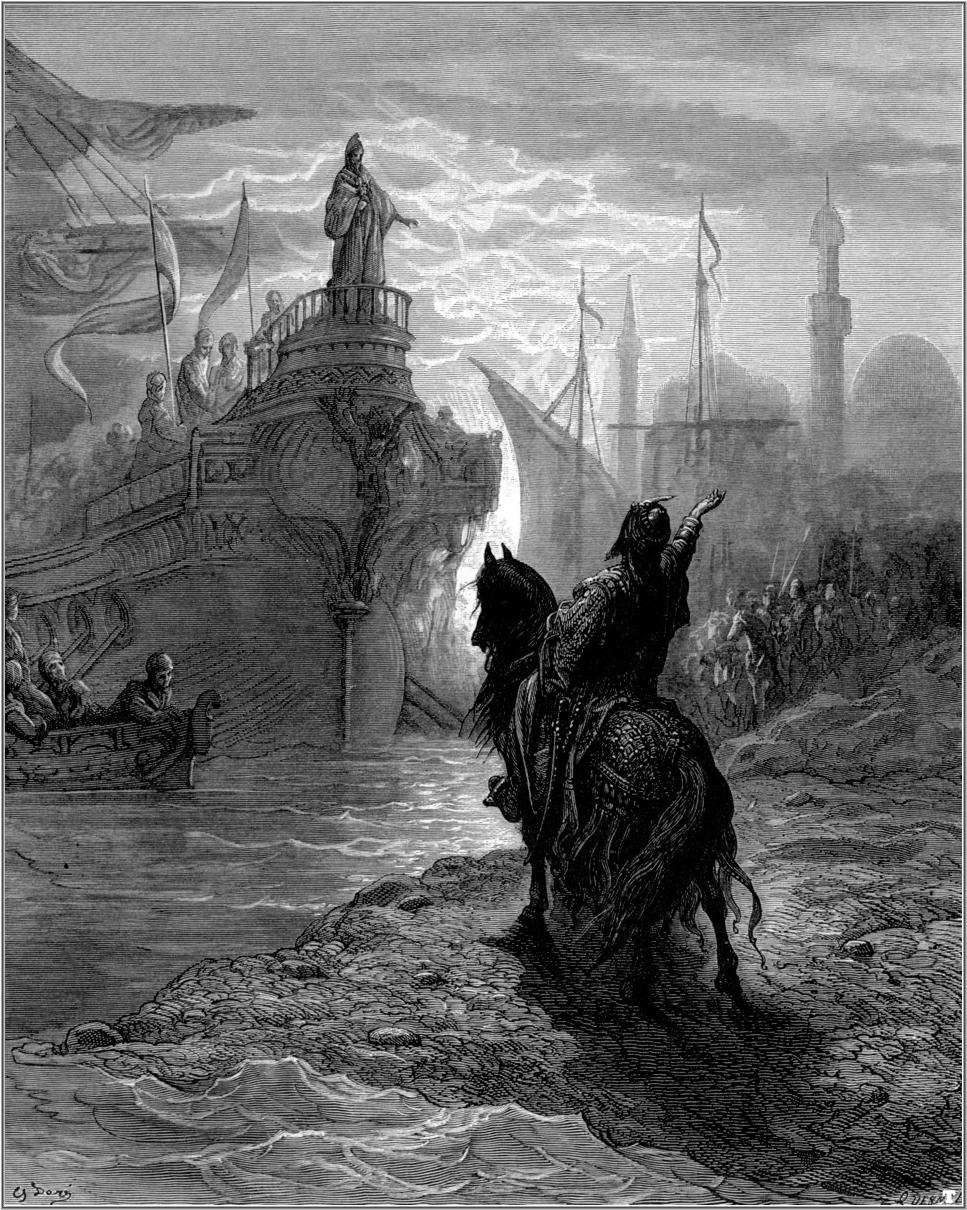
Alexios V onderhandelt met de kruisvaarders
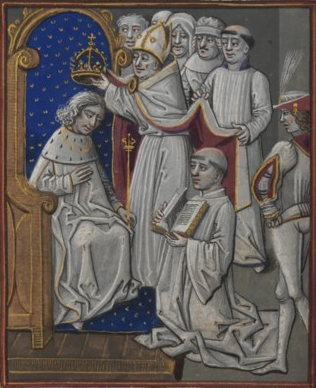
Boudewijn tot keizer gekroond
De opvolgers van het Byzantijnse Rijk na de val van Constantinopel
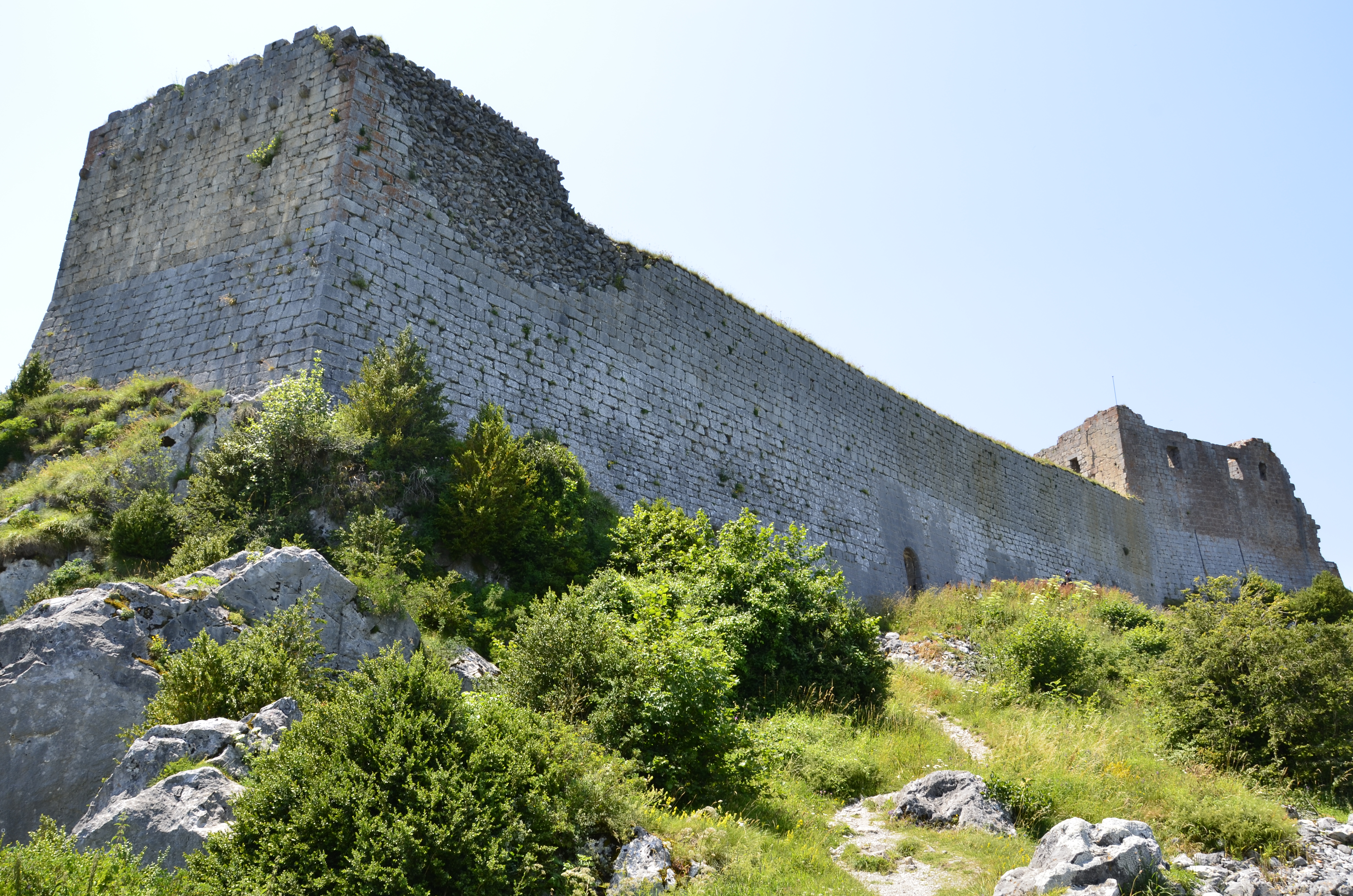
Kasteel van Montségur
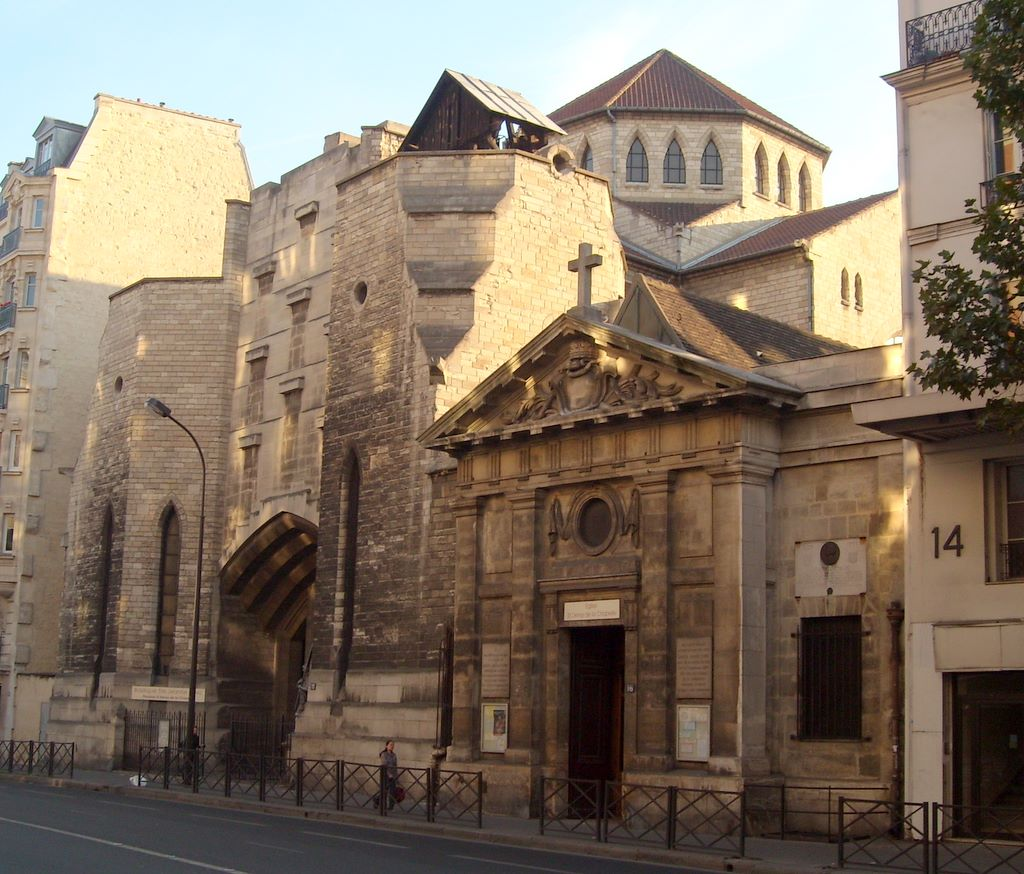
Église Saint-Denys de la Chapelle in Parijs (voltooid 1204)
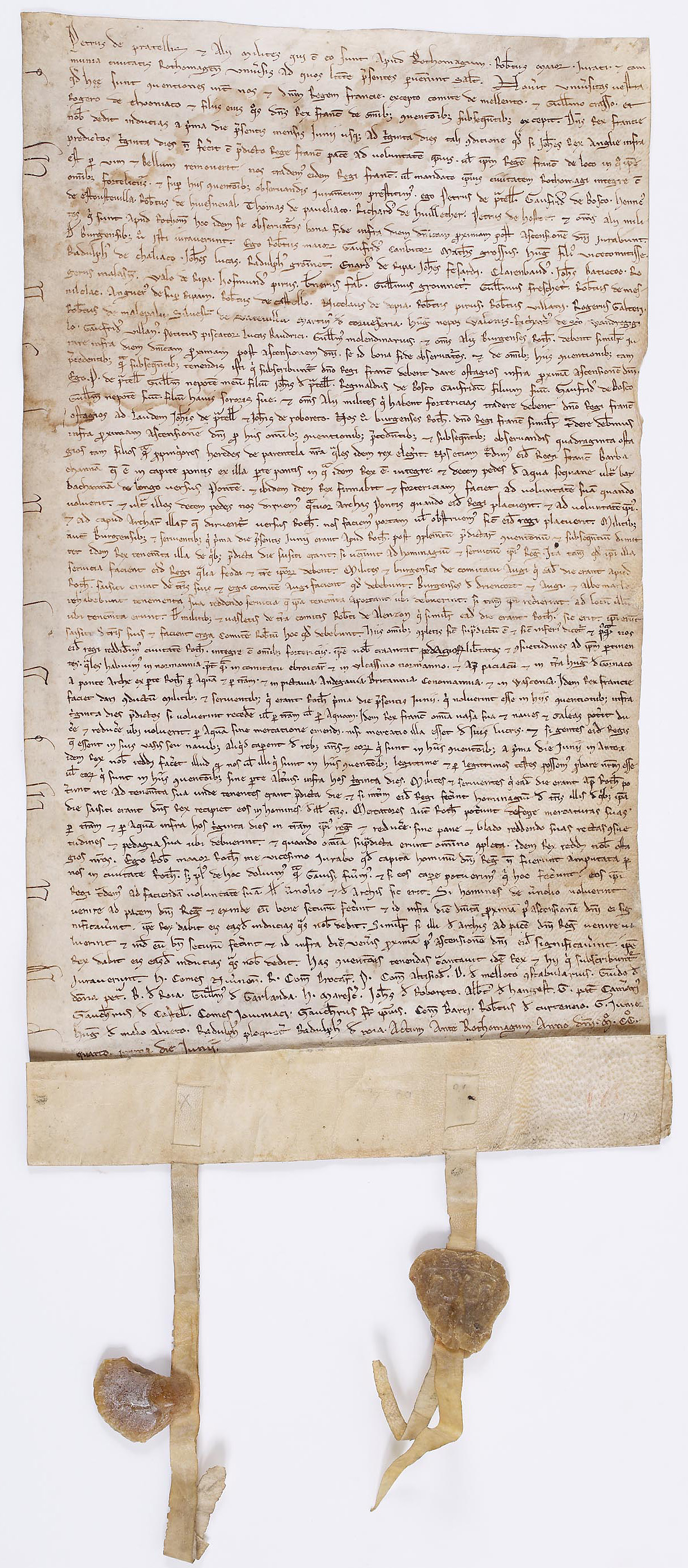
Capitulatie van Rouen tegen Filips II Augustus

## Geboren
- 14 april - Hendrik I, koning van Castilië (1214-1217)
- 30 december - Abu Uthman Said ibn Hakam al-Qurashi, emir van Minorca
- Haakon IV, koning van Noorwegen (1217-1263)
- Hendrik Raspe IV, landgraaf van Thüringen (1241-1247), tegenkoning van Duitsland
- Salih ben Sharif al-Rundi, Andalusisch dichter
- Karma Pakshi, Tibetaans karmapa (jaartal bij benadering)
- Kunigunde van Oldenburg, Duits edelvrouw (jaartal bij benadering)
- Margaretha van Oostenrijk, echtgenote van Hendrik VII van Duitsland en Ottokar II van Bohemen (jaartal bij benadering)
- Maria van Courtenay, echtgenote van Theodoros I Laskaris (jaartal bij benadering)
- Otto het Kind, hertog van Brunswijk en Lüneburg (1235-1252) (jaartal bij benadering)
- Raymundus Nonnatus, Catalaans heilige (jaartal bij benadering)

## Overleden
- 1 januari - Haakon III (~26), koning van Noorwegen (1202-1204)
- 28 januari - Isaäk II Angelos (47), keizer van Byzantium (1185-1195 en 1203-1204)
- 8 februari - Alexios IV Angelos (~21), keizer van Byzantium (1203-1204)
- 1 april - Eleonora van Aquitanië (~81), hertogin van Aquitanië (1137-1189), echtgenote van Lodewijk VI van Frankrijk en Hendrik II van Engeland
- 9 augustus - Maria van Champagne (~30), echtgenote van Boudewijn IX van Vlaanderen
- 11 augustus - Guttorm (~5), koning van Noorwegen (1204)
- 12 augustus - Berthold IV, hertog van Meranië
- 14 augustus - Minamoto no Yoriie (21), shogun van Japan (1202-1203)
- 16 augustus - Robert II, graaf van Meulan en heer van Elbeuf
- 28 november - Gwijde III, graaf van Lyon en Forez
- 13 december - Maimonides (66), Andalusisch rabbijn en filosoof
- Ada van Schotland, echtgenote van Floris III van Holland
- Emmerik (~27), koning van Hongarije (1196-1204)
- Godfried V, heer van Joinville
- Hawise, gravin van Aumale
- Hugo II van Sint-Omaars, prins van Galilea
- Nur ad-Din al-Bitruji, Andalusisch astronoom

## Verwijzingen
1. ↑   in Genghis Khan, life, death and resurrection, John Man, Thomas Dunn Books 2004, ISBN 0-312-36624-8